# Оскар Бауер
Оскар Бауер (нім. Oskar Bauer; 17 березня 1900, Мангайм — 20 січня 1975, Ессен) — німецький офіцер, оберст люфтваффе. Кавалер Лицарського хреста Залізного хреста.

## Біографія
15 грудня 1917 року вступив у 81-й (1-й Кургессенський) піхотний полк «Ландграф Фрідріх I Гессен-Кассельский». З березня 1918 року брав участь у військових діях. У липні 1918 року під час боїв у Франції був важко поранений. 26 листопада 1918 року демобілізований. 16 жовтня 1934 року вступив на військову службу, пройшов підготовку офіцера зенітної артилерії на навчальних курсах в Деберіці. З 1 жовтня 1935 по 1 жовтня 1937 року командував 4-ю батареєю 13-го зенітного полку (Лейпциг). З 22 серпня 1939 року служив в зенітних частинах 3-ї, 5-ї і 12-ї армій. Під час Французької кампанії 23 травня 1940 року був важко поранений. 26 вересня 1940 року переведений в Генштаб люфтваффе. В кінці березня 1941 року призначений командиром 2-го дивізіону 4-го зенітного полку. Учасник німецько-радянської війни, відзначився під час наступу в районі Білостока 23-26 червня 1941 року. За період з початку війни до 1 липня 1941 року його дивізіон знищив 57 радянських танків і 5 літаків. У середині 1942 року переведений в інспекцію зенітної артилерії начальником групи. З кінця 1942 року — представник генерала зенітної артилерії в штабі озброєнь люфтваффе. З 19 березня 1943 року — командир 80-го зенітного полку, незабаром отримав важке поранення і був направлений до шпиталю в Бухарест. З 27 вересня 1944 року — начальник 6-го авіаційного училища в Кітцінгені. 9 травня 1945 року взятий в полон британськими військами. 1 квітня 1946 року звільнений. 

## Звання
- Фанен-юнкер (15 грудня 1917)
- Фанен-юнкер-єфрейтор (30 травня 1918)
- Фанен-юнкер-унтер-офіцер (9 вересня 1918)
- Лейтенант (16 жовтня 1934)
- Гауптман (19 жовтня 1934)
- Майор (1 серпня 1939)
- Оберст-лейтенант (1 березня 1942)
- Оберст (1 жовтня 1943)

## Нагороди
- Залізний хрест 2-го класу
- Почесний хрест ветерана війни з мечами
- Медаль «За вислугу років у Вермахті» 4-го класу (4 роки)
- Медаль «У пам'ять 1 жовтня 1938» із застібкою «Празький град»
- Застібка до Залізного хреста 2-го класу (10 жовтня 1939)
- Залізний хрест 1-го класу (4 червня 1940)
- Хрест Воєнних заслуг 2-го класу з мечами
- Почесний Кубок Люфтваффе (23 жовтня 1940) — за заслуги під час Французької кампанії; був представлений до нагородження Лицарським Хрестом Залізного хреста, але замість нього отримав кубок.
- Нагрудний знак «За поранення» в сріблі
- Нагрудний знак «За участь у загальних штурмових атаках» (30 січня 1941)
- Лицарський хрест Залізного хреста (22 жовтня 1941) — як командир 2-го дивізіону 4-го зенітного полку за заслуги під час Білостоцької битви: дивізіон Бауера знищив 57 радянських танків та 5 літаків.
- Нагрудний знак зенітної артилерії люфтваффе (20 лютого 1942)
- Нагрудний знак люфтваффе «За наземний бій» (16 серпня 1942)
- Медаль «За зимову кампанію на Сході 1941/42»
- Орден «За військові заслуги» (Болгарія) (17 грудня 1943)
- Медаль «Хрестовий похід проти комунізму» (Румунія) (27 грудня 1943)